# José Monllaó
José Monllaó Panisello, alias «Llaonet» (Tortosa, 1 de julio de 1892-†14 de julio de 1971) fue un periodista y escritor español de pensamiento carlista. 

## Biografía
Hijo de José Monllaó e Isabel Panisello, trabajó en su juventud como obrero impresor.
Colaboró desde su fundación en el periódico carlista tortosino La Tradición (1911-1936), dirigido en un primer momento por Enrique Bayerri y Bertomeu, en el que pronto hizo popular su seudónimo «Llaonet» por sus artículos-cañonazos y reseñas humorísticas. Monllaó fue más tarde director este periódico, que fue órgano de la Comunión Tradicionalista en las Tierras del Ebro y durante algún tiempo la publicación tortosina de mayor tirada, contando en 1919 con más de 2500 suscriptores repartidos por los distritos de Tortosa, Roquetas, Gandesa, Falset, Tarragona y Vendrell.
Colaboró asimismo con periódicos carlistas y católicos del resto de España, como El Radical, de Reus; El Tradicionalista, de Tarragona; El Guerrillero, de Valencia; El Pensamiento Español y El Cruzado Español, de Madrid; La Razón, de Lérida; y Oria-mendi, de Bilbao, entre otros.
En la década de 1920 dirigió también el Diario de Tortosa. Tras la desaparición de este último, fundó en 1924 el periódico independiente Heraldo de Tortosa, que dirigió junto con Roberto Andreu. Presidió en Tortosa la Asociación de la Prensa y la Federación Provincial Patronal de Artes Gráficas.
Fue teniente alcalde y concejal carlista, por elección popular, durante ocho años. Además, fue presidente del Comité Tradicionalista, vicepresidente de la Junta Provincial Carlista, delegado comarcal de las Margaritas y presidente del Círculo Carlista.
Escribió algunos textos en catalán que fueron premiados en el concurso literario celebrado en Tortosa en 1928 con motivo del XV cincuentenario del descenso de la Virgen de la Cinta.
Durante la guerra civil española estuvo veintidós meses escondido, temeroso por su vida. La mayoría de los socios del Círculo Tradicionalista de Tortosa fueron asesinados en las primeras semanas. En uno de los primeros registros, los milicianos entraron en su domicilio, pero no encontraron nada, a pesar de que su despacho estaba repleto de cuadros de personalidades carlistas, que una de sus hijas hizo pasar por personajes socialistas. A sus familiares se les negó la cartilla de racionamiento por decir que ignoraban el paradero de «Llaonet», que había sido declarado «enemigo del pueblo». Cansado de estar escondido y de que se molestara a los suyos, el 24 de septiembre se presentó el mismo ante el Tribunal de Justicia y pidió hablar con el presidente del Tribunal, que tenía orden de buscarlo y detenerle. Asombrado de que el propio Monllaó se presentara ante él, le dijo que se escondiera bien, pues quizá no tardaría mucho en volver a darse la orden de detención. El 29 de marzo de 1937 salió nuevamente de su escondite y cruzó el Ebro a pie sin dificultad por el puente del Ferrocarril saludando a los guardias de asalto que lo custodiaban con un «¡Salud, camaradas!». Permaneció en varias casitas de campo de la zona, viviendo otras muchas peripecias hasta que en abril de 1938 llegaron las tropas nacionales, que le abrazaron y felicitaron por haber salido con vida del «infierno rojo».
Fue entonces designado representante de Frentes y Hospitales en primera línea de fuego, durante la batalla del Ebro, y delegado del Decreto de Unificación en la zona del Delta del Ebro, pronunciando al efecto numerosas conferencias en varias ciudades tomadas por el bando nacional. Según Enrique Bayerri, Monllaó fue «el primero en entrar en Tortosa con las fuerzas nacionales» el 13 de enero de 1939.
Tras la contienda bélica, escribió, en homenaje a los asesinados en Tortosa en la retaguardia republicana, Estampas de dolor y de sangre (1941), prologado por el cronista de Tortosa Francisco Mestre y Noé, y Los Bárbaros en Tortosa (1942), donde narró sus propias experiencias en la guerra, con prólogo de su correligionario Enrique Bayerri Bertomeu. Trabajó como corresponsal en Tortosa de la Agencia Cifra, y la Agencia EFE, además de serlo de otros periódicos locales como el Diario Español de Tarragona o el Diario de Reus. En 1957 fue redactor jefe del periódico tortosino La Voz del bajo Ebro.
El 11 de marzo de 1955 el ministro de Justicia, Antonio Iturmendi, le concedió la Cruz de San Raimundo de Peñafort «por sus campañas periodísticas y orales durante cuarenta años en defensa de la Religión y de la Patria». También obtuvo la Cruz de Caballero de la Orden de San Carlos Borromeo del pretendiente Carlos VIII (entre otras condecoraciones carlistas) y quince primeros premios de la Agencia EFE. El Patronato de Buenas Lecturas de Madrid lo nombró miembro de honor.
Además del seudónimo «Llaonet», empleó los seudónimos de «Dertusano», «Plinio», «Constantino Romano» y «Leónidas». Escribió más de 35.000 artículos periodísticos y una docena de libros, algunos inéditos.
Estuvo casado con Josefa Calderó. Tuvo cinco hijos llamados José (†1931), Francisca, Teresa, Jaime y María de la Cinta.

## Obras
- El huelguista (1918)
- El voluntario (1922)
- La riquesa de nostra terra. Lema: glorifiquem a l'Ebre (1928)
- La festa del meu carré: Lo panoli. Lema: Així som los tortosins! (1928). Publicado en el Heraldo de Tortosa (parte 1 y parte 2)
- Los cants dels tortosins. Lema: pasa la rondalla (1928)
- Recull de treballs premiats en Jocs Florals y Certamens Literaris (1929)
- Estampas de dolor y de sangre (1941)
- Los Bárbaros en Tortosa: 1936-1939. Recuerdos e impresiones de un perseguido en el infierno rojo (1942)